# Lectio divina
La Lectio divina (« Lecture sainte ») est une expression latine se rapportant à une méthode de prière développée par les  Pères de l'Église et inspirée du modèle judaïque PaRDeS. Partant de la lecture d'un texte à caractère spirituel, la Bible  ou les œuvres d'auteurs chrétiens (lectio), elle se prolonge dans la réflexion sur ce même texte (meditatio), se poursuit par un dialogue avec Dieu (oratio) et se termine par une écoute silencieuse de Dieu (contemplatio). La Lectio divina se pratique seul ou en groupe.

## Fondement: les quatre sens du PaRDeS
Le modèle des quatre approches exégétiques traditionnelles vient du judaïsme rabbinique, qui se réfère aux niveaux d'interprétations possibles dans l'étude de la Torah : le PaRDeS. Cet acronyme est composé des lettres initiales de ces différentes approches :  
- Peshat ou Pshat (פְּשָׁט), littérale[4]
- Remez (רֶמֶז), allégorique[4]
- Drash (דְּרַשׁ), homilétique[4]
- Sod (סוֹד), mystique[4]

En d'autres termes, le Peshat (« dévêtir ») s'attache au sens simple, obvie, le Remez (« allusion ») au sens allusif, le Drash (« recherche ») au sens indirect, figuré et le Sod (« secret ») au sens ésotérique.
De même, la Lectio divina chrétienne se fonde sur la doctrine des quatre sens de l'Écriture :
- historique (sens littéral) : replacer l'écrit dans le contexte de l'époque ;
- théologique (sens allégorique) : symbole de l'objet de la lecture ;
- moral (sens tropologique) : considérer autrui comme un reflet de Dieu ;
- mystique (sens anagogique)  : interprétation spirituelle.

## Historique

### Introduction en Occident
En Occident, les principes de la  Lectio divina sont formulés vers l’an 220 par Origène.
Origène affirme que, pour lire la Bible avec profit, il est nécessaire de le faire avec attention, constance et prière, il insiste aussi sur l’importance de lire l’Écriture en prêtant attention à plusieurs niveaux possibles de significations.
Au IVe siècle la Lectio divina est introduite en Occident par Ambroise de Milan.
Augustin en fait un fondement de la prière monastique, laquelle est reprise par le docteur de l'Église Hilaire de Poitiers. Césaire d'Arles prône la Lectio Divina pour le clergé, ainsi que pour les laïcs.

### Moyen Âge
Les Pères du désert et les Pères de l'Église enseignent déjà l’opération de l’écoute et les deux temps de la Lectio.
Au VIe siècle, Benoît de Nursie  introduit la Lectio divina dans la règle de saint Benoît,. Bernard de Clairvaux, dernier des Pères de l'Église, en formalise l'importance chez les Cisterciens.
La systématisation de la Lectio divina en quatre étapes remonte au XIIe siècle. Vers 1150, Guigues II le Chartreux, un moine de l'ordre des Chartreux, a écrit un livre intitulé « l’échelle du moine » (Scala Claustralium), dans lequel il établit la méthode des quatre étapes : lecture, méditation, prière et contemplation. La lecture cherche la vie bienheureuse, la méditation la trouve, la prière la demande, la contemplation la goûte (cf. Sources Chrétiennes no 163).
Dominique de Guzman, fondateur de l'ordre des Dominicains, élargit la pratique de la Lectio divina solitaire en Espagne à « l'itinérance communautaire. »
Les coutumiers monastiques médiévaux laissent souvent entendre que le moine ne lit personnellement qu'un livre par an, ce qui suggère une ardeur intellectuelle moyenne ou un niveau culturel assez faible, et une technique de lecture lente, fondée sur la rumination de la Parole de Dieu, ressassement qui conduit le moine à la contemplation,.

### Renaissance
Jean de la Croix enrichit l'étape de la Contemplatio, au XVIe siècle.
Les réformateurs protestants comme Jean Calvin en France et en Suisse ou Richard Baxter en Angleterre préconisent la Lectio divina.
Le théologien protestant August Hermann Francke a exposé la méthode de la prière méditative des Écritures dans son traité Kurzer Unterricht, wie man die Heilige Schrift zu seiner wahren Erbauung lesen sollte (« Comment lire les Saintes Écritures pour sa véritable édification »).

### XXeetXXIesiècle
Au milieu du XXe siècle, il y a un renouveau de la Lectio divina, notamment en famille ou dans les groupes de prière. En 1965, le concile Vatican II préconise dans la constitution Dei Verbum (par. 25 et 26) et l'exhortation apostolique Verbum Domini la Lectio divina non seulement pour le clergé, qui l'a toujours pratiquée, mais aussi pour l'ensemble des chrétiens. Au siècle suivant, le pape Benoît XVI en est un fervent inspirateur. Le 16 septembre 2005, il la relance lors de la commémoration des 40 ans de la publication de Dei Verbum.

## Les quatre temps
Qu'elle soit pratiquée seul ou en groupe de prières, la Lectio est toujours préparée. Des passages des saintes Écritures sont préalablement sélectionnés  et le lieu choisi est propice à la prière. Certaines personnes pratiquent d’autres dévotions, comme la prière devant le Saint-Sacrement, l’eucharistie, ou la préparation à la Lectio divina.
Dans le film Des hommes et des dieux la deuxième séquence du film s'ouvre par la Lectio divina.
Ces moments sont décrits notamment par Guigues II le Chartreux (XIIe siècle), dans L’Échelle des moines :

### Lectio
Avant de lire, il est important de se préparer progressivement à la transition entre l’état d’esprit normal et un état contemplatif et priant. Quelques moments de respiration profonde, régulière, et une prière courte invitant l’Esprit Saint à guider le temps de prière aide à se préparer et améliore l’efficacité de la Lectio.
Une fois la préparation terminée, il est temps de commencer la prière. Lire le passage lentement plusieurs fois.

### Meditatio
Réfléchir sur le texte du passage et sur la manière de l’appliquer dans sa vie. Réfléchir sur des expressions ou des mots spécifiques, semblant avoir une signification particulière. Cette lecture très personnelle de l’Écriture et son application à sa propre vie ne doit pas être confondue avec l’exégèse.

### Oratio

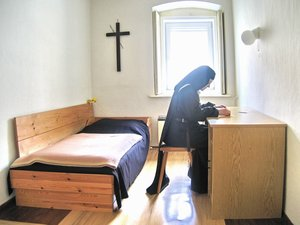
Moniale carmélite se livrant à une Lectio divina dans sa cellule.

Répondre au passage en ouvrant son cœur à Dieu. Cela n’est pas un exercice intellectuel, mais plutôt le début d’une conversation avec Dieu.

### Contemplatio
Écouter Dieu. C’est une libération de ses propres pensées, à la fois quotidiennes et saintes. Cela consiste à écouter Dieu nous parler. Ouvrir notre esprit, notre cœur et notre âme à l’influence de Dieu. Toute conversation doit autoriser les deux parties à communiquer, et cet acte, qui n’est pas particulièrement familier, permet de s’ouvrir à l’écoute de Dieu.